# Joaquín Laso
Joaquín Marcelo Laso  (Balcarce, Argentina, 4 de julio de 1990) es un futbolista argentino que juega de defensa. Su actual equipo es el CA Tigre de la  Liga Profesional de Fútbol Argentino. En el cual es el capitan y uno de los actuales referentes.

## Trayectoria

### Inicios
A los 4 años, Joaquín debutó en Ferroviarios y dos años más tarde pasó a Racing de Balcarce. Ya de chiquito se destacaba físicamente y la dupla a cargo de ese equipo, Vallina-Belloni, lo puso al frente del plantel, como volante central. En su debut en cancha intermedia (1999), marcó el primer gol del campeonato de ese año y logró el título de la categoría. En 2003, bajo la coordinación de Daniel Lapadula, comenzó a jugar en Boca y un año más tarde debutó en Primera, pero de vuelta en Racing. Jugó dos años en la Academia, hasta pasar al fútbol marplatense. Cadetes le tenía reservada la camiseta número 2, que actualmente viste en el fútbol nacional marcado por su inicio en Quilmes, en 2007 donde quedó libre.

## Clubes
| Club                   | País      | Año         | PJ | Goles |
| ---------------------- | --------- | ----------- | -- | ----- |
| Tigre                  | Argentina | 2009 - 2011 | 0  | 0     |
| Unión (Mar del Plata)  | Argentina | 2011        | 27 | 0     |
| Atlético Roque Pérez   | Argentina | 2012        | 11 | 1     |
| Huracán (Tres Arroyos) | Argentina | 2012 - 2013 | 25 | 2     |
| Sportivo Italiano      | Argentina | 2013 - 2014 | 21 | 6     |
| Argentinos Jrs         | Argentina | 2015 - 2017 | 60 | 0     |
| Vélez Sarsfield        | Argentina | 2018 - 2019 | 36 | 0     |
| Atlético de San Luis   | México    | 2019 - 2019 | 11 | 0     |
| Rosario Central        | Argentina | 2020 - 2021 | 32 | 2     |
| Independiente          | Argentina | 2021 - 2024 | 77 | 3     |
| CA Tigre               | Argentina | 2025-       | 19 | 0     |

### Como jugador

#### Torneos nacionales
| Título             | Club               | País      | Año     |
| ------------------ | ------------------ | --------- | ------- |
| Primera C          | Sportivo Italiano  | Argentina | 2014    |
| Primera B Nacional | Argentinos Juniors | Argentina | 2016-17 |